# Aux trois épées et astrée au diamant vert
Aux trois épées et astrée au diamant vert (en allemand « Zu den drei Schwertern und Asträa zur grünenden Raute ») est le titre distinctif de la plus ancienne loge maçonnique de Dresde. Elle est la deuxième plus ancienne loge existante en Allemagne. Elle fait partie de la Grande Loge des anciens maçons libres et acceptés d'Allemagne. Friedrich von Schiller écrit le poème Ode à la joie pour la loge.

## Histoire
La loge est fondée début 1738 par Friedrich August Rutowski, un fils illégitime d'Auguste II de Pologne, dans le futur Palais Kurländer, elle est la troisième loge sur le sol allemand. Elle s'appelle initialement Aux trois aigles blancs. Elle a pour saint patron Jean le Baptiste. La même année, la loge Aux trois glaives d'or se sépare d'elle, car le nombre de membres est devenu trop important. Elle prend plus tard le nom de « Zu den drei Schwertern ». Sous le grand-maître Comte Rutowski, les deux loges forment la Grande Loge de Haute-Saxe.
Les années suivantes sont d'abord caractérisées par de fréquentes fusions de loges. Ainsi, la loge « Aux trois cygnes », créée en 1741, fusionne avec la « loge des Épées » l'année de sa fondation. La loge maçonnique « Zu den Drei Palmen », fondée en 1755, et « Aux trois grenades », fondée en 1762, sont toutes deux absorbées par la loge des Épées en 1766. Les loges de Dresde Étrangère, créées en 1765 pour les étrangers, et « Aux vrais amis », fondée en 1766 par Alois Friedrich von Brühl (de) sous le nom de « Saint-Jean des Voyageurs », rejoignent par la suite la loge des Épées, désormais « Zu den drei Schwertern und wahren Freunden ». Toutes les loges maçonniques de Dresde rejoignent plus tard la Grande Loge de Saxe, fondée en 1811, dont l'une des loges fondatrices est la loge des Épées.
À l'été 1785, à la demande du franc-maçon Christian Gottfried Körner, Friedrich Schiller écrit l'Ode à la joie pour les banquets de la loge de l'Épée de Dresde. Il s'inspire de la vue de Dresde et en particulier du Waldschlösschenviertel (de).
En 1831, la loge « Zu den drei Schwertern » fusionne avec la loge « Asträa zur grünenden Raute », fondée en 1815, dont le nom fait référence à la figure mythologique d'Astrée, qui incarne la justice. Depuis lors, la loge maçonnique nouvellement créée s'appelle « Zu den drei Schwertern und Asträa zur grünenden Raute », « Aux trois épées et astrée au diamant vert ». Jusqu'à la fin des années 1830, elle est basée dans une aile louée de la sucrerie Calberla sur la Theaterplatz (Dresde). Soutenu par la noblesse et plus tard la classe moyenne éduquée, il y a une augmentation constante du nombre de membres dans toutes les loges de Dresde, qui s'élève à environ 2 500 dans les années 1930. À cette époque, la loge des Épées à son siège dans la loge de l'Ostra-Allee (de) 15, située dans la Wilsdruffer Vorstadt (de) entre le Staatsschauspiel (Dresde) et Der Herzogin Garten (de).
Le 31 juillet 1935, les loges maçonniques « Zu den Drei Schwertern » et « Astraea zum Grünenden Lozenge » sont interdites par le régime nazi. Le département zoologique du Musée national d'animaux et d'ethnologies s'installe dans le bâtiment et l'utilise comme espace d'exposition jusqu'à ce qu'il soit détruit lors des raids aériens sur Dresde le 7 octobre 1944. Il est ensuite démoli.
En novembre 1991, après la fin de la République démocratique allemande, la loge peut être rétablie. Elle est considérée comme la seconde plus ancienne loge maçonnique fondée sur le sol allemand. Elle est située au 49 ru Tolkewitzer.

## Personnalités
- Albert de Saxe-Teschen
- Carl Victor August von Broizem (1741–1812)
- Joseph Friedrich von Racknitz (1744–1818)
- Hanns Moritz von Brühl
- Georg Wilhelm Sigismund Beigel (1753–1837)
- Christian Gottfried Körner
- Heinrich Wilhelm von Zeschau (1760–1832)
- Gottlob Friedrich Thormeyer
- Ernst August Pech (1788–1863)
- Carl Gottlieb Reißiger
- Gottfried Semper
- Julius Petzholdt (1812–1891)
- Friedrich Küchenmeister
- Max Arnhold (1845–1908)
- Hans Erlwein (1872–1914)
- Walther Schieck (1874–1946)
- Christian Barnewitz (1927–2011)